# 北安普敦主教座堂

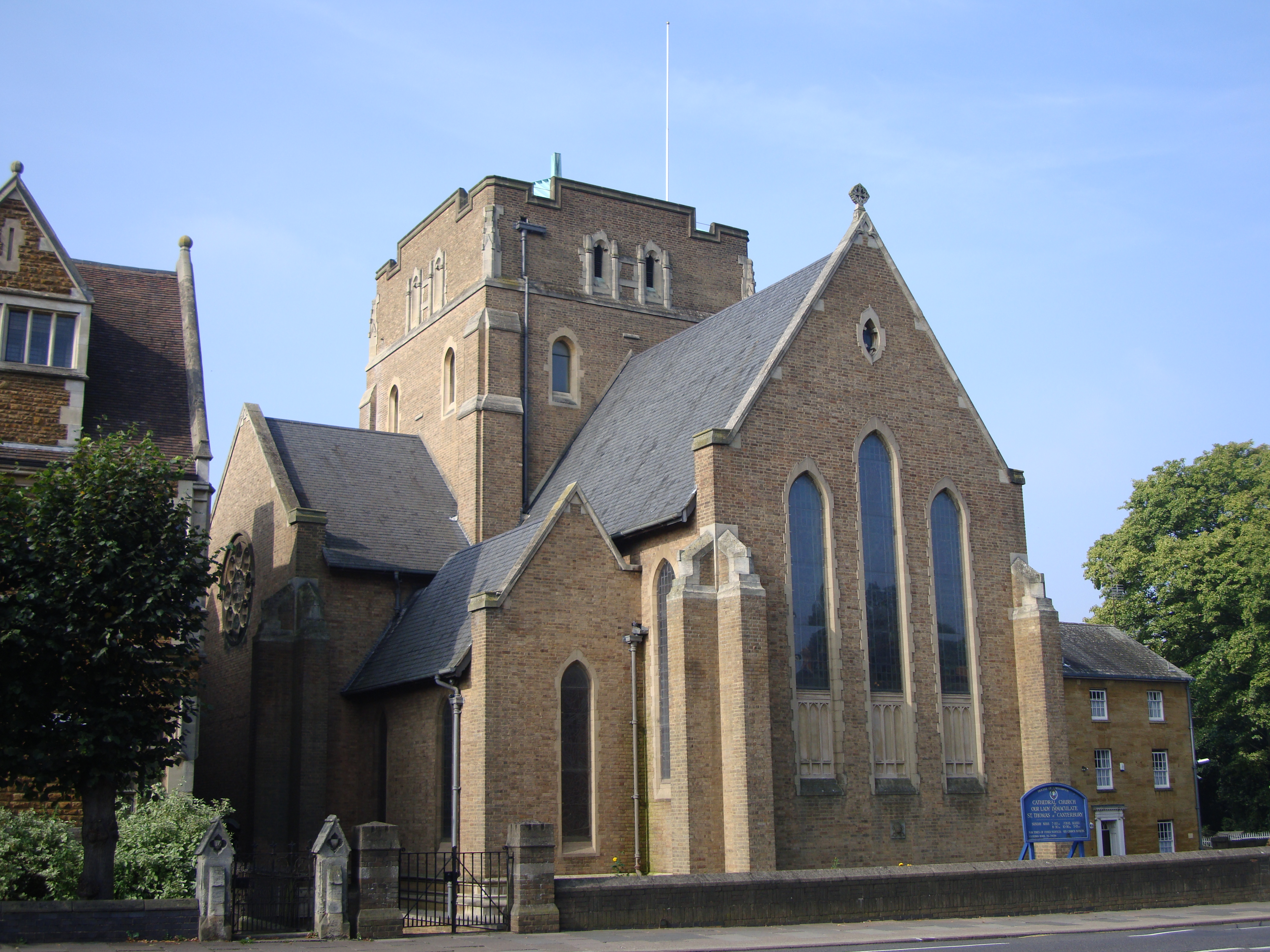
特魯羅座堂

北安普敦主教座堂（英語：Northampton Cathedral）是英國英格蘭城市北安普敦的一座羅馬天主教的教堂，這座教堂是天主教北安普敦教區的主教座堂。教堂位於北安普敦的市區北部。

## 外部連結
- Cathedral of Our Lady & St Thomas, Northampton（页面存档备份，存于）